# Pomnik Fryderyka III w Poznaniu
Pomnik Fryderyka III w Poznaniu – monument w centrum Poznania, przedstawiający cesarza Fryderyka III, zlokalizowany we wschodniej części Placu Wilhelmowskiego (późniejszy Plac Wolności). Usunięty w 1919 roku.

## Historia i architektura
Pomnik, postawiony w 1902, uważany był przez współczesnych za wybitne dzieło rzeźbiarskie. Autorem był berliński rzeźbiarz Johannes Boese (1856-1917), przeżywający w tym czasie okres sporej popularności. Wkrótce po zaprojektowaniu pomnika został profesorem berlińskiej Akademii Sztuk Pięknych.
Rzeźba przedstawiała cesarza w umundurowaniu marszałka polnego (Feldmarschall) i w charakterystycznej pickelhaubie. Stał na wysokim cokole, a wokół pomnika zaaranżowano specjalny teren wydzielony balustradą. U stóp pomnika urządzono sadzawkę z niewielką fontanną-źródełkiem w kształcie lwiej paszczy. Pomnik epatował surowością i jako całość stanowił, wg Ligi Wilkowej, zapowiedź formalną pomników III Rzeszy.

## Odsłonięcie
Odsłonięciu monumentu nadano wielką wagę polityczną (wpisywało się to w projekt tworzenia w Poznaniu stolicy niemieckiego wschodu). W dniach 2-5 września 1902 urządzono w mieście tzw. Dni Cesarskie (Kaisertage). Wycięto drzewa w miejscu ustawienia namiotu dla pary cesarskiej – Wilhelma II (syna Fryderyka III) i cesarzowej Augusty Wiktorii von Schleswig-Holstein-Sonderburg-Augustenburg. Trasę przejazdu orszaku w dniu 2 września specjalnie przystrojono. Dekoracje przygotował poznański sztukator – Max Biagini.
W dniu 4 września pomnik odsłonięto. Oprócz cesarza przemawiał nadburmistrz Richard Witting, podkreślając niemieckość Poznania i związki miasta z domem Hohenzollernów. Polacy praktycznie całkowicie zignorowali uroczystość, z wyjątkiem kilku lojalnych ziemian.

## Zburzenie
Pomnik uległ zburzeniu (podobnie, jak inne niemieckie monumenty w Poznaniu) w nocy z 3 na 4 kwietnia 1919, podczas spontanicznych manifestacji polskich w obronie Pomorza Gdańskiego. Później trafił na złom, celem przetopienia na polskie pomniki.
Nieliczne pozostałe fragmenty pomnika (szwedzki granit) oglądać można w Lapidarium UAM w Poznaniu.